# Danièle Dupré
Danièle Dupré fue una cantante francesa de la década de 1950, conocida por representar a Luxemburgo en el Festival de la Canción de Eurovisión 1957 con su canción Amours mortes (tant de peine), donde terminó en un empate por el cuarto puesto.

## Carrera
Sus grabaciones aparecen ocasionalmente en eBay y otros sitios de venta de EPs y sencillos 45 RPM, y de vez en cuando aparecen en las compilaciones de música francesa de 1950.
De niño pasó algún tiempo en Brasil. Después de regresar a Francia, apareció en una película,  La Parisienne, y recibió formación operística. Al parecer, se lesionó la voz durante este entrenamiento, dedicándose a partir de allí a lo que entonces se consideraba música ligera.
Hizo una gira por Francia, y fue invitada a actuar en el concurso Eurovisión por Luxemburgo. El concurso no tenía el prestigio que tiene hoy, y ella no estaba segura de qué canción iba a interpretar. En la competencia, conoció a Paule Desjardins, el concursante francés, con quien mantuvo una larga amistad.
Ha grabado varios EP s para Polydor que incluyen canciones como "Merci mon Dieu, La cantante de Blues", "Mon vieux Marin" (con la orquesta de Armand Migiani), "Paris-java", "Sarah", "Tu me donnes", "Une femme est jolie", "Mon coeur est violín de la ONU", "Marjolaine", "Patricia" y "La gommeuse de 1900".
Se retiró del negocio de la música en 1958, al darse cuenta de que el rock and roll fue eclipsando la música que cantaba. Se dedicó al diseño interior, donde su trabajo más notable está en la terminal del aeropuerto de Sao Paulo. Dio una entrevista para el OGAE (club de fanes de Eurovisión) en 1999, que más tarde fue traducida al inglés y publicada en Eurosong Noticias (la revista OGAE en todo el continente).